# North Sea
North Sea és una concentració de població designada pel cens dels Estats Units a l'estat de Nova York. Segons el cens del 2000 tenia 4.493 habitants.

## Demografia
Segons el cens del 2000, North Sea tenia 4.493 habitants, 1.880 habitatges, i 1.210 famílies. La densitat de població era de 140,9 habitants per km².
Dels 1.880 habitatges en un 26,3% hi vivien nens de menys de 18 anys, en un 52,4% hi vivien parelles casades, en un 8,7% dones solteres, i en un 35,6% no eren unitats familiars. En el 28,2% dels habitatges hi vivien persones soles el 10% de les quals corresponia a persones de 65 anys o més que vivien soles. El nombre mitjà de persones vivint en cada habitatge era de 2,39 i el nombre mitjà de persones que vivien en cada família era de 2,92.
Per edats la població es repartia de la següent manera: un 20,5% tenia menys de 18 anys, un 5,3% entre 18 i 24, un 28,4% entre 25 i 44, un 30% de 45 a 60 i un 15,8% 65 anys o més.
L'edat mediana era de 43 anys. Per cada 100 dones de 18 o més anys hi havia 94,9 homes.
La renda mediana per habitatge era de 62.684 $ i la renda mediana per família de 71.168 $. Els homes tenien una renda mediana de 53.879 $ mentre que les dones 38.219 $. La renda per capita de la població era de 34.668 $. Entorn del 4,5% de les famílies i el 7,2% de la població estaven per davall del llindar de pobresa.